# William Gay Brown junior

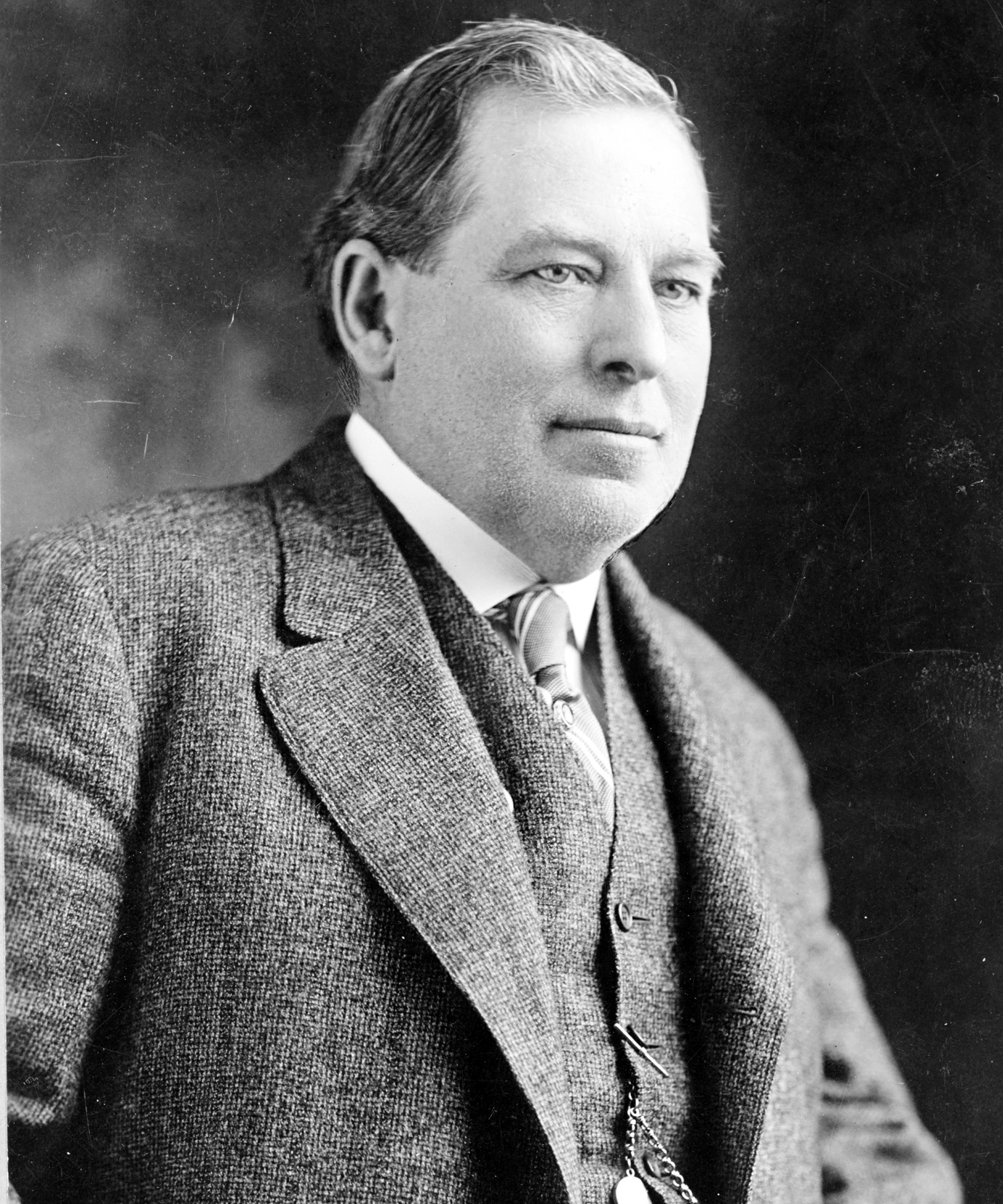
William Gay Brown

William Gay Brown junior (* 7. April 1856 in Kingwood, Virginia; † 9. März 1916 in Washington, D.C.) war ein US-amerikanischer Politiker. Zwischen 1911 und 1916 vertrat er den zweiten Wahlbezirk des Bundesstaates West Virginia im US-Repräsentantenhaus.

## Werdegang
William Gay Brown war der Sohn von William Gay Brown Sr. (1800–1865), der sowohl für Virginia als auch für West Virginia im US-Repräsentantenhaus saß. Der jüngere Brown wurde 1856 in Kingwood geboren, das damals noch zum Staat Virginia gehörte. Später wurde die Stadt Teil des 1863 gegründeten Staates West Virginia. Brown besuchte die öffentlichen Schulen seiner Heimat und danach bis 1878 die West Virginia University in Morgantown. Nach einem Jurastudium und seiner im Jahr 1877 erfolgten Zulassung als Rechtsanwalt begann er im Preston County in seinem neuen Beruf zu arbeiten. Außerdem stieg er in das Bankgeschäft ein.
Brown war Mitglied der Demokratischen Partei und wurde 1910 als deren Kandidat im zweiten Distrikt von West Virginia in das US-Repräsentantenhaus in Washington gewählt. Dort trat er am 4. März 1911 die Nachfolge des Republikaners George Cookman Sturgiss an. Nach zwei Wiederwahlen konnte er bis zu seinem Tod am 9. März 1916 im Kongress verbleiben. Er wurde in seinem Geburtsort Kingwood beigesetzt. Während seiner Zeit im Kongress wurden dort der 16. und der 17. Verfassungszusatz beraten und verabschiedet. Dabei ging es um die bundesweite Einführung der Einkommensteuer und die Direktwahl der US-Senatoren.